# Islambek Kuat
Islambek Yerzhanuly Kuat, más conocido como Islambek Kuat, (Astaná, 12 de enero de 1993) es un futbolista kazajo que juega de centrocampista en el F. C. Zhenis de la Liga Premier de Kazajistán.

## Selección nacional
Es internacional con la selección de fútbol de Kazajistán desde 2015. Ese mismo año marcó su primer gol con la selección. Lo hizo el 15 de octubre de 2015 en la derrota por 1-2 frente a la selección de fútbol de Países Bajos en un partido de clasificación para la Eurocopa 2016.

## Clubes
| Club                     | País       | Año       |
| ------------------------ | ---------- | --------- |
| F. C. Astana             | Kazajistán | 2010-2014 |
| F. C. Okzhetpes (cedido) | Kazajistán | 2011      |
| F. C. Aktobe (cedido)    | Kazajistán | 2012      |
| F. C. Kairat Almaty      | Kazajistán | 2014-2019 |
| F. C. Orenburg           | Rusia      | 2020      |
| F. K. Jimki              | Rusia      | 2020-2021 |
| F. C. Astana             | Kazajistán | 2021-2024 |
| F. C. Zhenis             | Kazajistán | 2025-     |

## Palmarés

### Títulos nacionales
| Título                        | Club                | País       | Año  |
| ----------------------------- | ------------------- | ---------- | ---- |
| Copa de Kazajistán            | F. C. Kairat Almaty | Kazajistán | 2014 |
| Copa de Kazajistán            | F. C. Kairat Almaty | Kazajistán | 2015 |
| Supercopa de Kazajistán       | F. C. Kairat Almaty | Kazajistán | 2016 |
| Supercopa de Kazajistán       | F. C. Kairat Almaty | Kazajistán | 2017 |
| Copa de Kazajistán            | F. C. Kairat Almaty | Kazajistán | 2017 |
| Copa de Kazajistán            | F. C. Kairat Almaty | Kazajistán | 2018 |
| Liga Premier de Kazajistán    | F. C. Astana        | Kazajistán | 2022 |
| Supercopa de Kazajistán       | F. C. Astana        | Kazajistán | 2023 |
| Copa de la Liga de Kazajistán | F. C. Astana        | Kazajistán | 2024 |